# Heteropelma changwhani
Heteropelma changwhani är en stekelart som beskrevs av Lee och Kim 1983. Heteropelma changwhani ingår i släktet Heteropelma och familjen brokparasitsteklar. Inga underarter finns listade i Catalogue of Life.